# Anagyrus ananatis
Anagyrus ananatis is een vliesvleugelig insect uit de familie Encyrtidae. De wetenschappelijke naam is voor het eerst geldig gepubliceerd in 1949 door Gahan.